# Myrcia anceps
Myrcia anceps är en myrtenväxtart som först beskrevs av Spreng., och fick sitt nu gällande namn av Otto Karl Berg. Myrcia anceps ingår i släktet Myrcia och familjen myrtenväxter. Inga underarter finns listade i Catalogue of Life.